# Suchanon Malison
Suchanon Malison (thailändisch สุชานนท์ มะลิซ้อน; * 5. August 1996) ist ein thailändischer Fußballspieler.

## Karriere
Suchanon Malison spielte bis 2019 bei Thai Honda in Bangkok. Für den Zweitligisten absolvierte er 2019 zehn Spiele in der zweiten Liga. Nachdem Ende 2019 der Zweitligist seinen Rückzug aus der Liga bekannt gab, wechselte er nach Chiangrai zum Erstligisten Chiangrai United. Im Januar 2021 wechselte er auf Leihbasis zum Zweitligisten Chiangmai FC nach Chiangmai. Für den Verein stand er achtmal in der zweiten Liga auf dem Spielfeld. Nach der Ausleihe wurde er am 1. Juli 2021 von Chiangmai fest unter Vertrag genommen. Am Ende der Saison 2023/24 belegte er mit dem Klub den vierten Tabellenplatz und qualifizierte sich somit für die Aufstiegsspiele zur ersten Liga. Hier konnte man sich jedoch nicht durchsetzen. Im Sommer 2024 wurde dem Chiangmai FC die Lizenz für die zweite Liga verweigert. Im Juli 2024 nahm ihn der Zweitligist Kasetsart FC unter Vertrag.